# Borrisokane
Borrisokane (iriska: Buiríos Uí Chéin) är en ort i republiken Irland.   Den ligger i grevskapet North Tipperary och provinsen Munster, i den centrala delen av landet, 130 km väster om huvudstaden Dublin. Borrisokane ligger 62 meter över havet och antalet invånare är 964.
Terrängen runt Borrisokane är platt. Runt Borrisokane är det glesbefolkat, med 16 invånare per kvadratkilometer. Närmaste större samhälle är Nenagh Bridge, 13,4 km söder om Borrisokane. Trakten runt Borrisokane består i huvudsak av gräsmarker.